# Toddalia asiatica
Toddalia asiatica är en vinruteväxtart som först beskrevs av Carl von Linné, och fick sitt nu gällande namn av Jean-Baptiste de Lamarck. Toddalia asiatica ingår i släktet Toddalia och familjen vinruteväxter. Inga underarter finns listade i Catalogue of Life.